# Barwognia
Barwognia (Butea Roxb. ex Willd.) – rodzaj roślin z rodziny bobowatych (Fabaceae). Obejmuje 5 gatunków. Zasięg rodzaju obejmuje subkontynent indyjski, Półwysep Indochiński, Himalaje i południowe Chiny. B. monosperma rośnie introdukowana na wyspach Indonezji, na Nowej Gwinei oraz w stanie Queensland na kontynencie australijskim. Gatunki z tego rodzaju rosną w suchych lasach tropikalnych, w zadrzewionych formacjach trawiastych oraz lasach nadrzecznych.
Nazwa naukowa rodzaju upamiętnia Johna Stuarta (1713–1792) i utworzona była od jego tytułu („3. hrabia Bute”). Był on brytyjskim politykiem i premierem w latach 1762–1763. Był także dyrektorem Kew Gardens i zapamiętany został jako „lepszy ogrodnik niżeli polityk”.
Duże znaczenie użytkowe ma zwłaszcza Butea monosperma uprawiana jako ozdobna, głównie z powodu efektownych, jaskrawo czerwonopomarańczowych kwiatów. Drzewo to jest święte w hinduizmie. Z kwiatów wyrabia się czerwony barwnik wykorzystywany podczas święta holi. Liście służą jako talerze, z kory wyrabia się sznury i liny, drewno jest surowcem budowlanym (zwłaszcza w budowlach zanurzonych lub stojących w wodzie) oraz służy do wyrobu węgla drzewnego. Sadzone jest też na glebach zasolonych w celu poprawy ich właściwości użytkowych. Butea superba uchodzi z afrodyzjak dla mężczyzn.

## Morfologia
PokrójDrzewa, krzewy o prostych lub wspinających się pędach oraz byliny.
LiścieTrójlistkowe. Przylistki drobne lub średnich rozmiarów, szybko odpadające.
KwiatyZebrane w wyrastające w kątach liści gęste grona i wiechy. Podsadki i przysadki są niewielkie i szybko odpadające. Kielich jest zrosłodziałkowy, dzwonkowaty, z ząbkami krótkimi i trójkątnymi, o tępych wierzchołkach. Dwie górne łatki są zrośnięte w szeroką, wyciętą na szczycie wargę. Korony motylkowe średniej wielkości i duże, jaskrawo czerwone lub czerwonopomarańczowe. Płatki o podobnej długości. Żagielek jajowaty lub lancetowaty, z ostrym wierzchołkiem. Także łódeczka jest ostro zakończona. Pręcików jest 10, z jednym wolnym i 9 zrośniętymi. Zalążnia z dwoma zalążkami, zwykle siedząca. Szyjka słupka wydłużona, zagięta, naga, zakończona drobnym znamieniem.
OwoceStrąki podługowate, spłaszczone, zróżnicowane na dwie części – szczytową z pojedynczym nasionem i dolną płoną. Nasiono jajowate z drobnym hilum.

## Systematyka
Pozycja systematyczna
Jeden z rodzajów plemienia Phaseoleae z podrodziny bobowatych właściwych (Faboideae) z rodziny bobowatych (Fabaceae). 
Wykaz gatunków
- Butea buteiformis (Voigt) Grierson
- Butea monosperma (Lam.) Kuntze
- Butea pellita Hook.f. ex Prain
- Butea superba Roxb. ex Willd.
- Butea xizangensis X.Y.Zhu & Y.F.Du